# Соколовский, Вадим Михайлович
Вади́м Миха́йлович Соколо́вский (род. 29 октября 1968, Москва) — российский продюсер кино и телевидения, кинорежиссёр, сценарист. Автор сценариев и режиссёр ряда российских и зарубежных полнометражных фильмов и сериалов. Номинант премии «Золотой орёл», призёр международных кинофестивалей.

## Биография
Вадим Соколовский родился 29 октября 1968 года в Москве.
В 1993 году окончил факультет журналистики Московского государственного университета имени М.В. Ломоносова.
В 1995 году окончил высшие курсы сценаристов и режиссёров (мастерская Валерия Рубинчика) по специальности «Режиссёр игрового кино».

## Профессиональная деятельность
С 1995 по 2000 год жил и работал в Лос-Анджелесе, где сотрудничал с такими продюсерами и режиссёрами как Роджер Корман, Менахем Голан и другими.
В 1996 году начал работать в Голливуде, занимался съёмками и продюсированием. Работал в качестве продюсера документально-публицистического проекта Стивена Спилберга “Survivors of the Shoah” («Пережившие Холокост»).
В 1998 году написал сценарий и продюсировал полнометражный художественный фильм “Breaking the Silence” (в российском прокате «Лима: Сорвавшиеся с цепи», режиссёр Менахем Голан, 1999).
В 1999 году вернулся в Москву в качестве продюсера московского бюро телекомпании NBC News.
По окончании годового контракта с NBC начал сотрудничество с голливудским продюсером Роджером Корманом, на студии которого продюсировал фильмы “The Arena” (в российском прокате «Гладиатрикс», режиссёр Тимур Бекмамбетов, 2000) и “The Barbarian” (в российском прокате «Варвар», режиссёр Крис Сивертсон, 2003).
В 2003 году стал продюсером и сорежиссёром фильма-сказки «Хранитель Времени», снятой совместно с киностудией Алексея Учителя «Рок».
В 2003 и 2004 годах возглавлял производственный департамент кинокомпании «Амедиа».
Начиная с 2005 года, в качестве режиссёра-постановщика снял для телеканала «Россия» ряд сериалов и полнометражных картин, среди которых: «Неотложка-2» (2005), «Билет в гарем» (2006), «Случайный попутчик» (2007), «Мужчина должен платить» (2007).
C 2007 по 2010 год являлся директором по кинопроизводству и закупкам компании The Walt Disney Company CIS, LLC («Уолт Дисней Компани СНГ»). В 2009 году в качестве режиссёра-постановщика снял для студии Disney фильм-сказку «Книга мастеров», ставшую первым неанглоязычным фильмом Disney в мире. Фильм удостоен множества призов на российских и зарубежных фестивалях, был показан в эфире Первого канала.
В 2010 году вернулся в Лос-Анджелес, где занимался девелопментом проектов для студии Disney.
С 2014 по 2017 год являлся генеральным директором продюсерского центра «Леан-М», компании Sony Pictures Television Russia, а также российского представительства Columbia Pictures. За время руководства компаниями были выпущены значимые для российского кинематографа телевизионные и кинопроекты, среди которых «Воронины» (2009 – 2019), «Акушерка» (2017), «Шифр» (2018), «Хорошая жена» (2019) и другие.
С 2019 года по октябрь 2023 года работал над перезапуском контента собственного производства для российского онлайн-кинотеатра «Иви», возглавляя департамент IVI Originals. Выпустил резонансные проекты, в том числе «Нежность» (2020 – 2024), «Химера» (2022), «И снова здравствуйте!» (2022 – …), «13 Клиническая» (2022), «Лада Голд» (2023), «Золотое дно» (2024).
13 ноября 2023 года стал генеральным директором кинокомпании «Амедиа Продакшн», одного из крупнейших в России производителей сериалов, фильмов и телевизионных программ. Покинул должность в мае 2024 года, сосредоточив внимание на собственных проектах.

## Фильмография

### Кинофильмы
- «Жанна» (2022) — продюсер
- «Либерея: Охотники за сокровищами» (2022) — продюсер
- «Ёлки 8» (2021) — продюсер
- «7 главных желаний» (2013) — режиссёр-постановщик, автор сценария, актёр
- «Мама выходит замуж» (2012) — режиссёр-постановщик
- «Жена Штирлица» (2012) — режиссёр-постановщик
- «Страховой случай» (2011) — режиссёр-постановщик
- «Спасти мужа» (2011) — режиссёр-постановщик
- «Книга мастеров» (2009) — режиссёр-постановщик, автор сценария
- «Мужчина должен платить» (2007) — режиссёр-постановщик
- «Случайный попутчик» (2006) — режиссёр-постановщик, актёр
- «Хранитель времени» (2004) — режиссёр-постановщик, продюсер
- «В июне 41-го» (2003) — автор сценария
- «Варвар» (2003) — линейный продюсер
- «Одиночество крови» (2001) — сопродюсер
- «Арена» (2001) — продюсер
- «Лима: Откровение» (1999) — автор сценария, продюсер

### Телевизионные сериалы
- «Враг у ворот» (2025), продюсер
- «Точка ноль» (2024), продюсер
- «Золотое дно» (2024), продюсер
- «Блеск» (2023), продюсер
- «Теория больших денег» (2023), продюсер
- «Лада Голд» (2023), продюсер
- «Райцентр» (2023), продюсер
- «Разрешите обратиться» (2023), продюсер
- «Оливье и роботы» (2022), продюсер
- «Тайна пропавшей деревни» (2022), продюсер
- «Хочу не могу» (2022), продюсер
- «Эльбрус. Точка невозврата» (2022), продюсер
- «Пансион» (2022), продюсер
- «13 Клиническая» (2022), продюсер
- «Замёрзшие» (2022), продюсер
- «Химера» (2022), продюсер
- «И снова здравствуйте!» (2022), продюсер
- «Везёт» (2021), продюсер
- «Нежность» (2020 – 2024), генеральный продюсер
- «Отпуск по собственному желанию» (2018), продюсер
- «Акушерка» (2017), продюсер
- «Приколы на переменке» (2009 – 2010), продюсер
- «Билет в гарем» (2006), режиссёр
- «Неотложка-2» (2005), режиссёр-постановщик, актёр

## Награды и премии
«7 Главных желаний» (киностудия «Рок»):
- «Приз за лучшую режиссуру», Всероссийский фестиваль кинокомедий «Улыбнись, Россия».

«Книга мастеров» («Disney»):
- «Лучший европейский фильм», Международный фестиваль детских кинофильмов Schlingel, Хемниц (Германия), 2009;
- «Лучший фильм», Международный фестиваль «Сказка», Москва, 2009;
- «Лучшая мужская роль», Международный фестиваль «Сказка», Москва, 2009;
- «Лучший фильм года», Международный фестиваль кино для детей и юношества, Москва, 2009;
- «Лучший фильм», Европейский фестиваль кино для детей, Брюгге (Бельгия), 2010;
- «Лучший фильм», 20-й Международный кинофестиваль детских фильмов, Египет (Главный приз детского жюри и Бронзовый приз жюри), 2010;
- «Лучший иностранный фильм», 15-й Международный фестиваль детских фильмов, Лос-Анджелес, США, 2011.

«Билет в гарем» (телесериал, телеканал «Россия»):
- «Лучший игровой телесериал», Национальная премия «Золотой орёл», 2008.

## Увлечения
Театр, литература, путешествия.